# Autoridade dos Desportos de Goa
A Autoridade dos Desportos de Goa (em inglês:  Sports Authority of Goa) comummente abreviada como SAG, é uma entidade desportiva detida integralmente pelo governo de Goa. É responsável pelo desenvolvimento dos desportos no estado indiano de Goa. Atualmente possui e gerencia catorze complexos desportivos que incluem as piscinas olímpicas, pistas de jogging e cerca de noventa e oito campos desportivos em todo o estado. A Federação Internacional de Futebol aprovou os estádios de futebol.

## História
Anteriormente denominada Conselho Estatal dos Desportos (State Council of Sports) e atualmente conhecida como Autoridade dos Desportos de Goa, desde a sua criação desenvolveu os desportos e jogos em Goa.

## Jogos da Lusofonia
A Associação Olímpica de Goa ganhou os direitos para sediar a terceira edição dos Jogos da Lusofonia a partir da Associação dos Comités Olímpicos de Língua Oficial Portuguesa, que foi realizada entre 18 e 29 de janeiro de 2014. A Autoridade dos Desportos de Goa foi responsável pela organização e infraestrutura deste evento multidesportivo internacional.